# 花嫁はどこへ?
『花嫁はどこへ?』（はなよめはどこへ?、ヒンディー語: लापता लेडीज、Laapataa Ladies）は、2023年製作のインド映画。日本では2024年10月4日より松竹映画系列で公開された。
第97回アカデミー賞国際長編映画賞のインド代表作品。

## 概要
育ちも違えば、性格も異なる2人の花嫁が取り違えられたことから始まる物語。プロデューサーはアーミル・カーン、監督はキラン・ラオが務める。
日本においてインド映画とは「歌って踊りまくる陽気な映画」のイメージを持たれることも多いが、本作においては歌はあるが踊りはない。
現代インド社会の慣習や制度で女性が被抑圧的な立場に置かれているか‐女性が夫の名を口にすることは憚られること、嫁ぐ女性の持参金や「持参財（ダヘーズ）」の多寡が一つの物差しになっていること、女性が外へ出るときや目上の人と接する時には、敬意を払う意味を込めて視線を合わせないように自分と相手の靴しか見えないような顔をすっぽり覆うベールを目深に被ることなど‐を声高に主張するのではなく、花嫁の取り違え事件を契機に、インド社会で共有されている価値観として、さり気なく提示する。
第97回アカデミー賞国際長編映画賞のインド代表作に選出されたことで話題となった。正式にノミネートされた場合、インド映画としては2001年の『ラガーン』以来となるだけでなく、『ラガーン』では、キラン・ラオが助監督を務めていた作品という関連もある。

## あらすじ

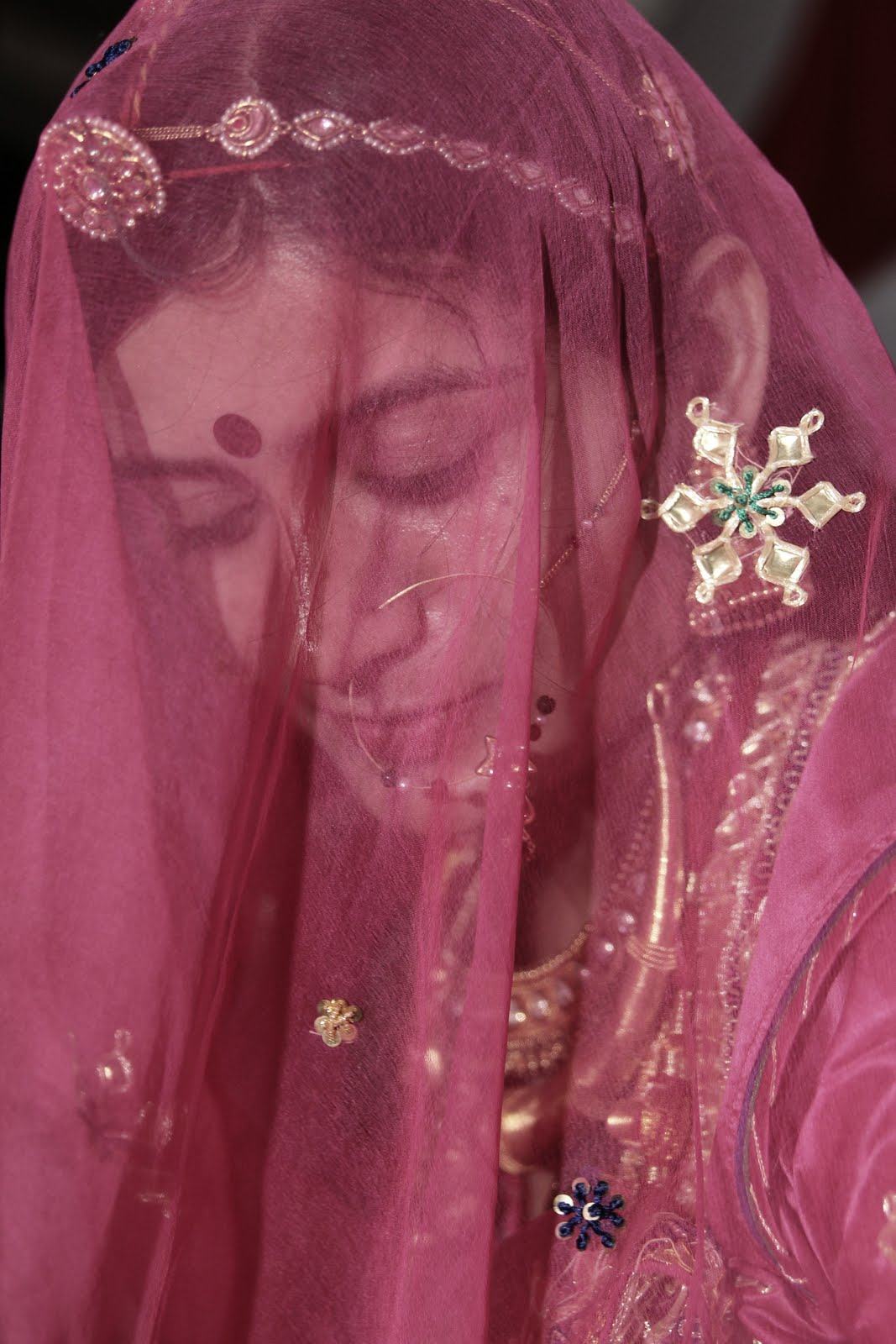
ヒンドゥー教で結婚式の花嫁が身に着けるベール（Ghoonghat）の例

2001年1月、花婿ディーパクと花嫁プールは、プールの実家で結婚式を挙げて数泊した後、慣例に従って花嫁は赤いベールで顔を隠したまま2人で急行列車に乗り、ディーパクの家がある村へと向かった。急行列車は似たような新婚カップルとその親族とで満員状態。夜になり、居眠りから目覚めたディーパクは降りるべき駅に着いていることに気づくと赤いベールの花嫁の手を取って列車を降り、バスに乗り換え、最寄バス停から1kmほどの村の実家へと到着。ティーパクが家族の前で花嫁の赤いベールを取ると、その女性は結婚式を挙げた花嫁のプールではなく、別の女性だった。その女性・ジャヤはディーパクとその家族には偽名プシュパを名乗り、夫の名前や嫁ぎ先の村、出身の村の名も偽った。ディーパクの家族はプシュパを家に泊める。
一方のプールも居眠りから目覚めた駅で降りてみたものの夫のディーパクの姿は見えず。駅で「花嫁が消えた」と騒ぐガラの悪いプラディープに赤いベールということで目を付けられるも直ぐに別人と分かり、放置される。「盗まれるといけないから」とプールの財布や貴重品をディーパクが預かっていたこともあって、途方にくれるプールは駅で夜を明かし、少年チョトゥの手助けで駅長に相談。ところが、夫の名前は挙式の際に掌に書かれていたのでわかったものの、急行列車に乗った駅名も覚えていなければ降りるはずだった駅名もわからず、嫁ぎ先の村の名前も「花の名前がついていた村」としか覚えておらず。プールの出身の村も同名の村が多数あって、駅長もお手上げ状態。その夜はチョトゥの住む場所に一泊させてもらい、翌日からはチョトゥが仕事をもらっている屋台の女主人・マンジュおばさんに助けてもらい、店を手伝うことになった。
ディーパクの村の警察のマノハル警部補は賄賂を要求してくるような人物で、他の警察から通達されてきたプラディープの花嫁ジャヤの捜索願い、ディーパクの花嫁プールの捜索願い、取り違えられたという花嫁プシュパ、そして昨今話題となっている結婚詐欺とを結びつけて考え、ジャヤが持ち逃げしたとされる持参財のこともあって、プシュパの尾行を行う。
プシュパはディーパクと家族に内緒で、腕輪の1つを売り、女性名義の口座に送金し、インターネットカフェでPCを操作したのちに操作履歴を全て消去してから立ち去るという、実に怪しい行動を取っていた。その一方でプシュパはディーパクの母や義妹（弟の妻）たちと親睦を深めていった。荷物をまとめて夜中に出ていこうとしたプシュパであったが、酔って帰ってきたディーパクがプールの名を呼び続けるのを聞いて、出てゆくのを止める。
マノハル警部補の下にプラディープが訴え出ていた警察から行方不明の妻・ジャヤの顔写真がFAXされてくる。その写真は、まさしく、プシュパであり、マノハル警部補はプシュパ＝ジャヤを結婚詐欺師として逮捕、拘留する。ジャヤは高校を首席で卒業した才女であり、大学で農業を学びたかったが、母親からから強制的にプラディープと結婚させられたこと、プラディープの焼死した前妻は長らく子どもが産めなかったこともあってプラディープが手にかけた可能性もあり、またジャヤに対しても暴力的であったことを語った。すっかり諦観していたジャヤだったが、急行列車で見知らぬ男性（ディーパク）に手を引かれてプラディープから離れたことを千載一遇の機会とインターネットカフェで大学への入学手続きを行い、父の残してくれた腕輪の1つを売って金を作り、ジャヤに理解のある姉に送金し大学へ授業料の納金を行ったことなども語り、プラディープの下へは帰りたくないと明かした。更にはジャヤの発案で、ディーパクの義妹にプールの似顔絵を描いてもらい、捜索願いのポスターを作って周辺に配布していたことなどが、ディーパクの家の女たちから語られる。そのポスターはプールのいる駅まで届いており、ポスターを見た駅長やマンジュおばさんはプールを急行列車に押し込んだ。
ジャヤの携帯に着信履歴があったことを確認したマノハル警部補は折り返して、駅長からプールが急行列車でこちらに向かっていることを聞くと、ディーパクを駅まで迎えに行かせた。
ジャヤ確保の報を聞いたプラディープが警察へやってきて、マノハル警部補に大金を渡し、ジャヤの件は誘拐などではなく「蒸発」ということで決着させることになった。プラディープはジャヤの頬を張り、ジャヤの持参財である腕輪などを奪い、連れ帰ろうとするが、マノハル警部補が停める。ジャヤは成人であり、本人が嫌がっているのを無理に連れて行くことは法的にできないこと。また、暴行の現行犯や持参財の窃盗の現行犯にもあたり、更にはマノハル警部補への恫喝および贈賄容疑もあることを告げ、ジャヤから手を引かないなら焼死した前妻のことを調べなおすと警告したことで、プラディープはジャヤを置いて帰った。
ディーパクは駅でプールと再会を果たす。
ジャヤは、ディーパクとプールらに見送られ、800km離れた地の大学へと旅立っていった。

### 映画の社会背景説明
映画の舞台は2001年であり、映画公開された2023年と比べると多少は社会情勢も異なっている。インドでは結婚と言えばは見合いが一般的であり、インドの映画やドラマでも当たり前のように見合い結婚が描かれていた。しかしながら、2020年代では見合い結婚は「女性の自立を妨げる時代錯誤なもの」として、風刺的に扱われることが多くなってきている。むろん、2020年代のインドでも地方の集落や保守的な家庭、家と家とを繋げることが重要視される富裕層などの間では、見合い結婚が当たり前の認識は変わらないが、これはインドに限った話でもない世界的な傾向であり、日本の一部にもそういった傾向は残っているといえる。
本作もまた見合い結婚だからこそ起きた事件、インドの文化だからこそ起きた事件を取り扱った作品ではあるが、本作の舞台となる2000年代初期は、自立した女性や自立しようとしている女性がインドにおいて色眼鏡で見られていた時代であり、未婚の成人女性は家を借りることも、仕事につくこともでないといった概念が当たり前のようになっていた時代である。また、同時に2020年代の状況へと変化の‐良い変化、悪い変化に関わらず‐兆しが起こっていた時代でもあり、本作では自立する女性、および自立しようとする女性周辺の理解と変化を随所に描いている。

#### 屋台の料理
作中に登場したマンジュおばさんの屋台の料理を以下に例示する。
- パコラ - ヒヨコマメの粉を水に溶いて作った衣で揚げる、いわば「インド風天ぷら」であるが、作中では食パンを揚げていた[7]。
- サモサ[7]
- カラカンド - 牛乳を煮詰めて固めた甘い菓子[7]。プールが自ら進んで作り、自立心を芽生えさせる契機ともなった[9]。屋台の客が味見したところ、とても美味いとのこと。

この他、サモサに添えるチャツネや、チョトゥが列車の乗客にも販売しているチャイなどもある。

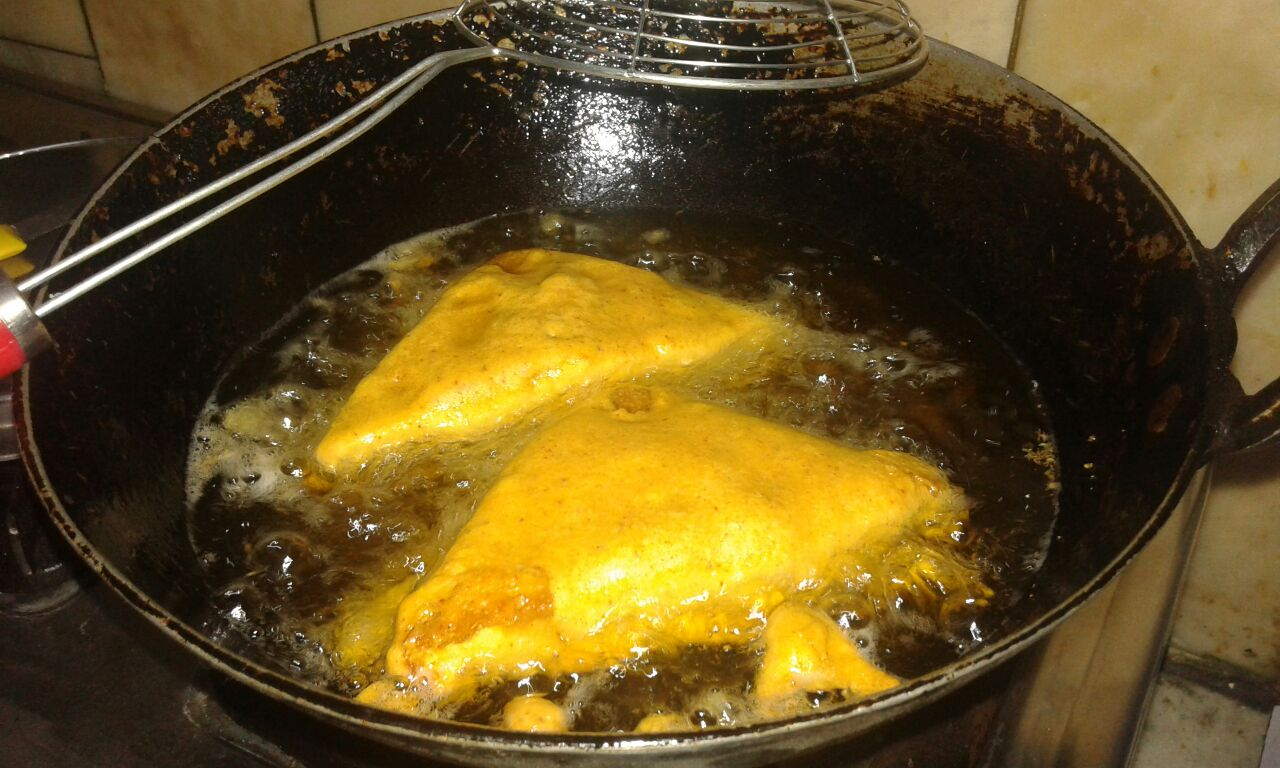
食パンのパコラ
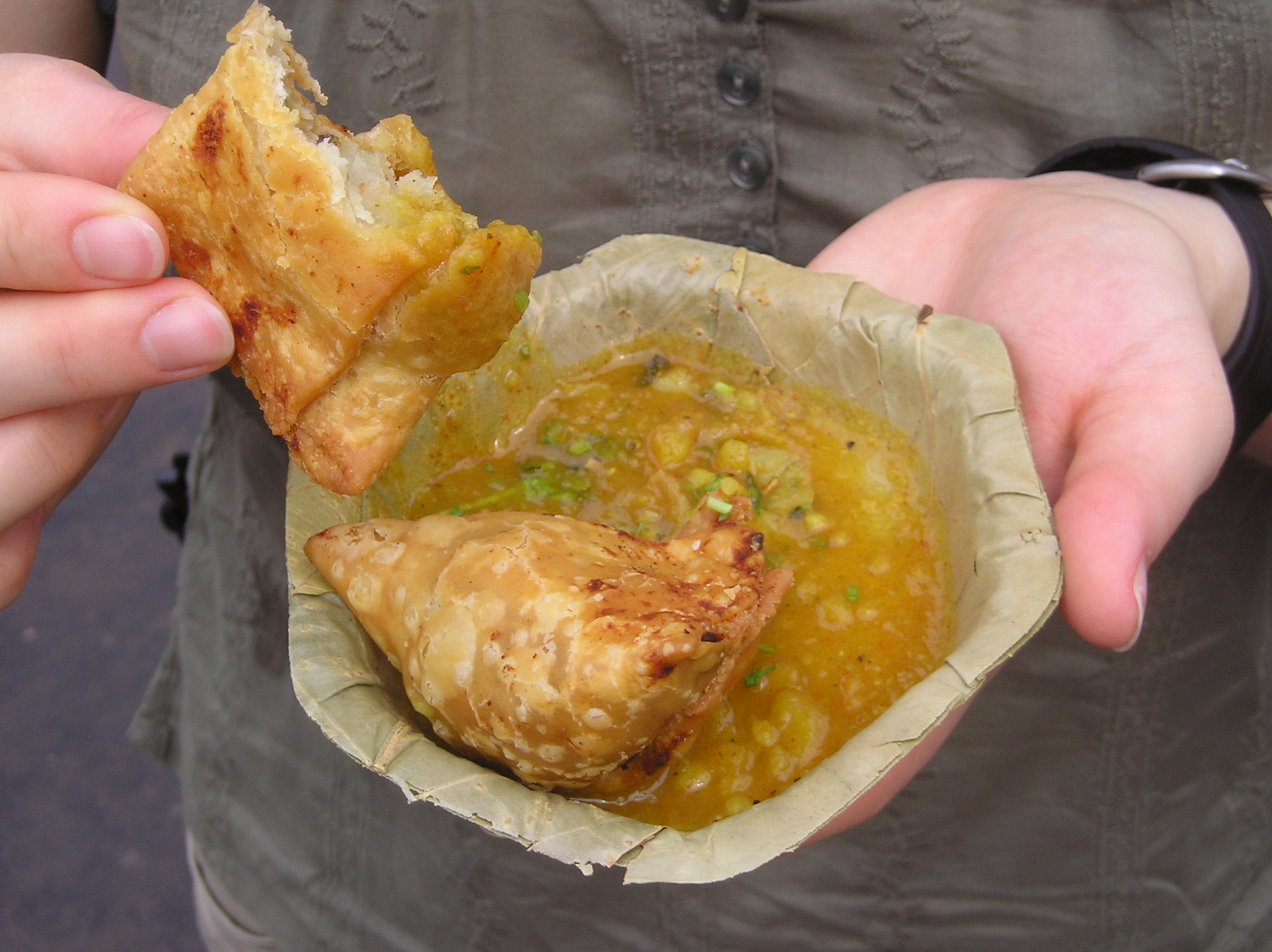
サモサ
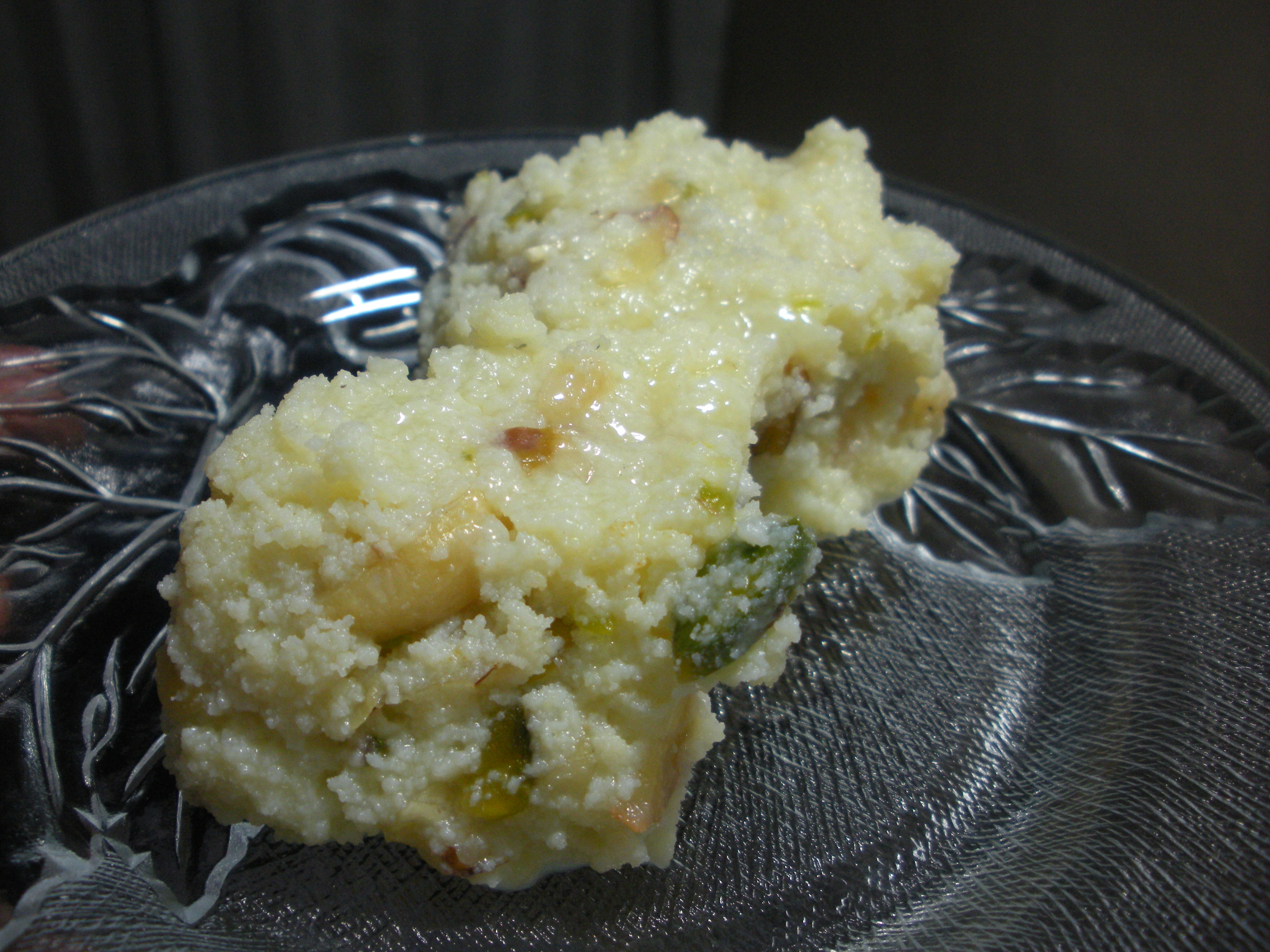
カラカンド

## キャスト
- プール - ニターンシー・ゴーエル[2]
- ジャヤ - プラティバー・ランター[2]
- ディーパク - スパルシュ・シュリーワースタウ（英語版）[2]
- マンジュおばさん - チャヤ・カダム（英語版）[10]
駅の屋台の女主人。プールに様々な気づきをあたえる[10]。キラン・ラオ監督のお気に入りキャラクター[10]。
マンジュが「ちゃんとした女性」の概念について語るシーンはインドでも人気が高く、チャヤ・カダムは本作で最も称賛を受けた俳優となった[11]。日本においても、角田光代が本作の印象的な場面として挙げている[10]。
- チョトゥ - サテンドラ・ソーニ
マンジュおばさんの下で7歳から仕事をしている少年[10]。両親も兄弟もいて仕送りもしている[10]。
- マノハル警部補 - ラヴィ・キシャン[12]
賄賂を受け取っているような警官ではあるが、夫に不当な扱いを受けていたジャヤのために立ち上がる人情も持ち合わせているという、「人間は状況や環境次第で変化するグレーな部分を持ち合わせている」ことを体現するキャラクター[12]。
- プラディープ - バースカル・ジャー
ジャヤの夫。初婚ではなく、前妻は焼死している。
- プーナム - ラチナ・グプタ
ディーパクの弟の妻。息子バブル（アビール・ジャイン）（ディーパクの甥）がいる。誰に習ったわけではないが人物画が巧く、夫を描いた絵を枕の下に入れている。

## スタッフ
- 監督・プロデューサー - キラン・ラオ[7]
- 原案 - ビプラブ・ゴースワーミー（Biplab Goswam、बिप्लब गोस्वामी）[13]
- プロデューサー - アーミル・カーン、ジョーティー・デーシュパーンデー（英語版）[7]
- 撮影監督 - ヴィーカス・ノゥラカー（Vikash Nowlakha）[7]
- 音楽 - ラーム・サンパト（英語版）[7]
- 脚本・ダイアログ担当 - スネーハー・デサイ（Sneha Desai、स्नेहा देसाई）[14]
- 追加ダイアログ担当 - ディヴィヤーニディ・シャルマー（Divyanidhi Sharma、दिव्यानिधि शर्मा）[14]
- 日本語字幕 - 福永詩乃[13]

## 製作
本作は、アーミル・カーンが審査員を務めたコンテストから原案を採用している。原案も二人の花嫁が出てくる話で取り違えもあったが、もっとリアリティがあり、直接的なストーリーであった。ジャヤの設定も、ミステリアスなところがなく、ジャヤの行動の目的などもはっきりしており、取り違えた夫・ディーパクの家族もジャヤの目的に協力をするという、わかりやすいストーリーであった。キラン・ラオはキャラクターにもう少し深みを持たせたいと考え、劇作家でありテレビ番組の台本も多数書いている経験豊富なスネーハー・デサイがキラン・ラオの提案するアイデアを脚本に盛り込んでいった。特にプールは世間知らずなところがあり、外交的なキャラクターではなかったが、プールの変化と人生の変遷を書き加えたのもスネーハーである。また、マンジュおばさんや、マノハル警部補も原案から追加されたキャラクターであるが、この2人をスネーハーはユーモアに仕上げた。ディヴィヤーニディ・シャルマーはマノハル警部補をよりユーモラスにした。
配給はジオスタジオであるが、映画が完成してから配給が決定したため、作品自体へのジオスタジオの口出しは無かった。
プロデューサーであるジョーティー・デーシュパーンデーは「進行的な女性の物語をもっと広めたい」を考えており、本作を国際的に展開したいという意思が強かった。
キャスティングは、全てオーディションにより選ばれているが、選考当時はコロナ禍の影響もあって、各俳優が自分で録画した動画を使っての審査となった。
プール役のニターンシー・ゴーエルは、本作が映画初主演となる。ジャヤ役のプラティバー・ランターも本作が映画デビューとなる。

## 評価
- 第48回トロント国際映画祭で公開された際には、スタンディングオベーションを受けた[16]。
- インディアン・フィルム・フェスティバル・メルボルン2024 Best Film (Critics' Choice)受賞[17]。
- Rotten Tomatoesの満足度は100%（2024年10月時点）[16]。
- 第48回日本アカデミー賞 優秀外国作品賞受賞[18]。
- 第25回国際インド映画アカデミー賞 作品賞、監督賞、主演女優賞、助演男優賞、新人女優賞、音楽監督賞（英語版）、作詞賞（英語版）、原案賞（英語版）、脚本賞（英語版）、編集賞（英語版）受賞[19]。

えのきどいちろうは本作の主題を「女性の自立」と見ている。「花嫁の取り違え騒動」というドタバタ劇から始まり、「女性も運命やしきたりに縛られるのみではなく、自分の意思で生きて良い」というところに収斂していく様は、「赤いベール姿の花嫁」という社会一般に互換性のある記号的なものから、他と代えられないかけがえのない人間性‐プールという人そのもの、ジャヤという人そのものに劇中人物が昇華していく過程と解釈する。